# Les Nouvelles Polyphonies Corses (album)
Les Nouvelles Polyphonies Corses je druhé studiové album korsické hudební skupiny Les Nouvelles Polyphonies Corses. Vyšlo v roce 1991 (vydavatelství Phonogram Records a Philips Records) a jeho producentem byl Hector Zazou (rovněž aranžér skladeb). Dále se na albu podíleli například americký trumpetista Jon Hassell, bulharský klarinetista Ivo Papazov, japonský klavírista Rjúiči Sakamoto či velšský multiinstrumentalista John Cale. John Cale později produkoval druhé album této skupiny nazvané In Paradisu (1996). Autory poznámek k albu (tzv. liner notes) byli Jean-Michel Reusser a Ghjacumu Thiers. Album bylo nahráno v různých studiích v Bruselu, Paříži a New Yorku.

## Seznam skladeb
| Pořadí | Název            | Autor                               | Délka |
| ------ | ---------------- | ----------------------------------- | ----- |
| 1.     | Giramondu        | Patrizia Gattaceca, Patrizia Poli   | 3:38  |
| 2.     | Eramu in Camppu  | tradicionál                         | 5:36  |
| 3.     | Onda             | Jean-Pierre Lanfranchi              | 5:19  |
| 4.     | Acqua Chi Balla  | Gattaceca, Poli                     | 4:58  |
| 5.     | Chi Lu Tempu     | Lanfranchi, tradicionál             | 1:26  |
| 6.     | Moita            | tradicionál                         | 2:56  |
| 7.     | Terra Brusgiata  | Gattaceca, tradicionál              | 5:06  |
| 8.     | Nanna            | Poli                                | 1:56  |
| 9.     | Anima            | Jon Hassell, Gattaceca, Poli        | 4:21  |
| 10.    | Memoria          | Gattaceca, Poli                     | 5:39  |
| 11.    | Veni             | Lanfranchi                          | 4:13  |
| 12.    | Lettera A'Mamma  | tradicionál                         | 3:41  |
| 13.    | Bambinellu       | Gattaceca                           | 5:19  |
| 14.    | In La Piazza     | Gattaceca, Poli                     | 2:37  |
| 15.    | Serinatu         | tradicionál                         | 2:25  |
| 16.    | Rosula D'Orienti | Gattaceca, Poli                     | 3:52  |
| 17.    | Notte            | Hector Zazou, Poli, Rjúiči Sakamoto | 6:01  |

## Obsazení
Zpěváci
- Ghjuvan Paulu Poletti – zpěv
- La Scola di Cantu di Sarté – zpěv
- Patrizia Gattaceca – zpěv
- Patrizia Poli – zpěv
- Dumenicu Leschi – zpěv
- Mai Pesce – zpěv
- Petru Fondacci – zpěv
- Filippu Rocchi – zpěv
- Ghjuvan-Claudiu Tramoni – zpěv
- Jean-Pierre Lanfranchi – zpěv
- Petru Guelfucci – zpěv

Instrumentalisté
- Hector Zazou – elektronické efekty
- Christian Lechevretel – elektrické piano, klavír, akordeon, trubka, syntezátor
- Pierre Chaze – kytara
- Renaud Pion – sopránsaxofon
- Steve Shehan – balafon, tama, cabasa, udu
- Ivo Papasov – klarinet
- Lightwave – syntezátor
- Shaymal Maltra – tabla, djembe, ghatam
- Rjúiči Sakamoto – klavír
- Joseph Figarelli – cittern
- Christianu Andreani – flétna, tamburína
- Guillem Querzola – basa
- Richard Horowitz – ney
- Sheikh Khamid – housle
- Terry Bickers – kytara
- Jon Hassell – trubka
- Due Dau – xenh sụa
- Due Dung – xenh sụa
- Due Quang – xenh sụa
- Manu Dibango – saxofon
- John Cale – klavír